# ميانة (كوهمرة خامي)
میانة (بالفارسية: میانه) هي قرية تقع في إيران في قسم كوهمرة خامي الريفي. يقدر عدد سكانها بـ 7 نسمة بحسب إحصاء 2016.